# Beverrat van Nieuw-Brittannië
De beverrat van Nieuw-Brittannië (Hydromys neobritannicus; de naam wordt soms anders gespeld) is een knaagdier uit het geslacht Hydromys.

## Verwantschap
Het enige onbetwiste exemplaar van deze soort is in 1933 bij Wide Bay gevangen. Het verschilt van de gewone Australische beverrat (H. chrysogaster), zijn nauwste verwant, waarvan het soms als een geografische vorm wordt gezien, doordat de buik donkerbruin is (lichter bij de Australische beverrat) en doordat er een witte "band" om de staart zit. Een tweede exemplaar, dat in 1886 bij de noordkust van Nieuw-Brittannië is gevangen, heeft een rode buik en mist de band om de staart. Het is onduidelijk of het om een exemplaar van H. neobritannicus of H. chrysogaster gaat.

## Verspreiding
Deze soort komt voor op Nieuw-Brittannië, een eiland in Papoea-Nieuw-Guinea.
Australische beverrat (Hydromys chrysogaster) · Beverrat van Nieuw-Brittannië (Hydromys neobritannicus) · Hydromys hussoni · Hydromys ziegleri